# Rivoltella sul Garda
Rivoltella sul Garda is een plaats (frazione) in de Italiaanse gemeente Desenzano del Garda.